# دولت فرانسه
دولت فرانسه با نام رسمی دولت جمهوری فرانسه (به فرانسوی: Gouvernement de la République française) عهده‌دار قدرت اجرایی در جمهوری فرانسه است.

## اجزا دولت کنونی

### وزارت‌خانه‌ها
نام وزارت‌خانه‌های فرانسه بارها تغییر کرده‌اند. اینها وزارت‌خانه‌های کنونی فرانسه هستند:
- وزارت کشور
- وزارت محیط زیست، توسعه پایدار، ترابری و مسکن
- وزارت دفاع
- آموزش ملی
- وزارت کشاورزی، فراورده‌های خوراکی کشاورزی و جنگلداری
- وزارت امور خارجه
- وزارت دادگستری
- وزارت قلمروهای فرادریایی
- وزارت آموزش عالی، تحقیقات و نوآوری
- وزارت بهداشت
- وزارت فرهنگ
- وزارت کار
- وزارت ورزش
- وزارت اقتصاد
- وزارت بودجه
- وزارت توسعه داخلی